# 大王戦
大王戦（だいおうせん）は、韓国の囲碁の棋戦。1983年から1997年まで15期行われた。
- 主催 大邱毎日新聞

全15期中で優勝者は曺薫鉉、劉昌赫、李昌鎬の3人。また第1期から4期連続で曺薫鉉と徐能旭で争われた。

## 方式
- トーナメント戦優勝者が前年の大王位に挑戦する。挑戦手合は五番勝負。第1期は決勝五番勝負。

## 歴代優勝者と決勝戦
（左が優勝者）
1. 1983年 曺薫鉉 3-1 徐能旭
2. 1984年 曺薫鉉 3-1 徐能旭
3. 1985年 曺薫鉉 3-1 徐能旭
4. 1986年 曺薫鉉 3-1 徐能旭
5. 1987年 曺薫鉉 3-0 徐奉洙
6. 1988年 劉昌赫 3-1 曺薫鉉
7. 1989年 曺薫鉉 3-0 劉昌赫
8. 1990年 李昌鎬 3-1 曺薫鉉
9. 1991年 李昌鎬 3-0 劉昌赫
10. 1992年 李昌鎬 3-1 徐奉洙
11. 1993年 曺薫鉉 3-0 李昌鎬
12. 1994年 李昌鎬 3-1 曺薫鉉
13. 1995年 李昌鎬 3-0 曺薫鉉
14. 1996年 李昌鎬 3-0 李聖宰
15. 1997年 李昌鎬 3-1 曺薫鉉